# Virgichneumon faunus
Virgichneumon faunus là một loài tò vò trong họ Ichneumonidae.